# Richgrove
Richgrove est une census-designated place située dans le comté de Tulare, dans l'État de Californie, aux États-Unis. En 2010, sa population était de 2 882 habitants.

## Démographie
| 2000  | 2010  | - | - | - | - |
| ----- | ----- | - | - | - | - |
| 2 723 | 2 882 | - | - | - | - |

## Source de la traduction
- (en) Cet article est partiellement ou en totalité issu de l’article de Wikipédia en anglais intitulé « Richgrove, California » (voir la liste des auteurs).

1. ↑  « Statistiques des États-Unis - Californie - Profils des communautés de 2010 » (consulté en novembre 2020)